# Улица Чкалова (Владикавказ)

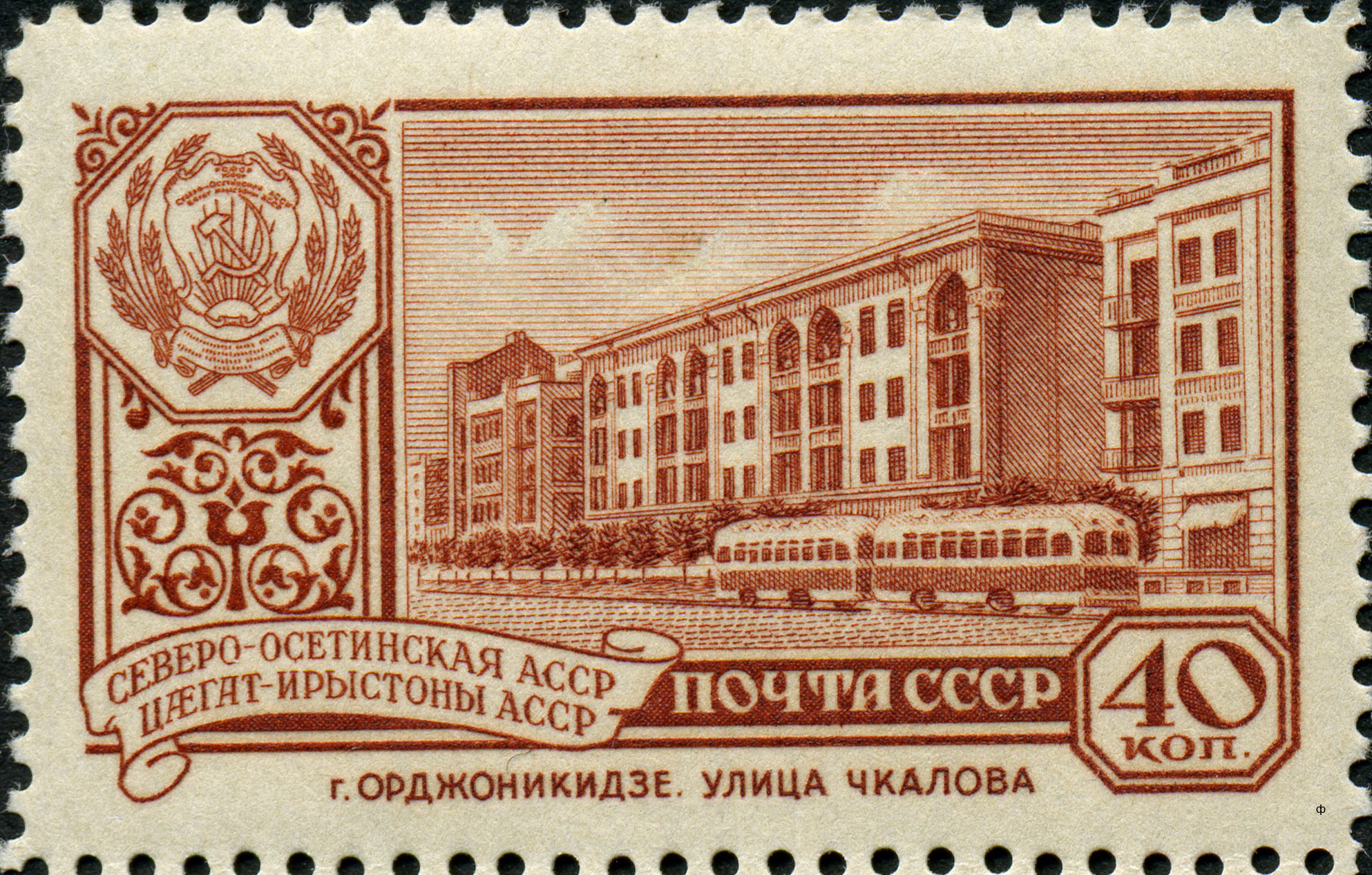
Улица Чкалова на почтовой марке СССР, 1960 г.

Улица Чкалова — улица во Владикавказе, Северная Осетия, Россия. Улица располагается в Промышленном муниципальном округе между правым берегом реки Терек и улицей Заводской.

## География
Начинается от реки Терек.
Улицу Чкалова пересекают улицы Зортова, Августовских событий, Интернациональная, Маркова.
По нечётной стороне улицы начинаются улицы Камалова, Герасимова, Беслановская, Суворовская, Серабабова и переулок Нины Зубковой.
На чётной стороне улицы заканчивается улица Маркова.

## История
Улица названа в честь советского лётчика Героя Советского Союза Валерия Павловича Чкалова.
Улица образовалась в середине XIX века и впервые была отмечена в списке улиц города Владикавказа от 1891 года как улица Подгорняя. Упоминается также под этим же наименованием в Перечне улиц, площадей и переулков от 1911 и 1925 годов (в 1925 году — как Подгорная улица).
До 1910-х годов в восточной части Подгорной улицы находилась обширная Ярмарочная площадь, занимавшая квартал между улицами Подгорной, Червлённой (Интернациональная улица), Форштадтской (улица Олега Кошевого) и Вокзального проспекта (улица Маркова). Позднее Ярмарочная площадь стала застраиваться. На ней было построено здание Терской войсковой женской гимназии (сегодня — Северо-Кавказское военное суровское училище). На участке от улицы Червлённой до Воздвиженской (Августовских событий) располагался госпиталь. В 1895 году был освящён Вознесеновский храм на углу с улицей Воздвиженской, который был разрушен в 1930-е годы и на его месте был построен пятиэтажный жилой дом.
На углу с улицей Беслановской находилось Гоголевское училище (сегодня — школа № 11). На углу с улицей Фермерской (Улица Зортова (Владикавказ)улица Зортова) действовал мыловаренный завод Клеменова и Андреева.
В конце 1930-х годов было построено несколько сталинских домов.
В 1943 году на плане города Орджоникидзе улица впервые была отмечена как улица Чкалова.

## Объекты
Объекты культурного наследия России
- 8 — Женское училище имени Гоголя (№ 1530423000). В настоящее время школа № 11.
- 8 — бюст Зои Космодемьянской на территории школы № 11 (№ 1530422000). Установлен в 1968 году, автор — скульптор Ч. У. Дзанагов.
- 16 — Железнодорожная больница (№ 1530425000). Построена в 1937 году.
- 43 — памятник архитектуры (№ 1530426000)
- 47 — памятник архитектуры (№ 1530427000)

Другие объекты
- д. 45 — дом, в котором проживал Герой Социалистического Труда В. А. Филатов. Объект культурного наследия регионального значения (код 1500000254)[8].
- В период 1960-90 гг. по чётной стороне участка между улицами Августовских событий и Интернациональная располагалась административная территория ОВЗРКУ ПВО имени генерала армии И.А Плиева.
- Верховный суд Северной Осетии
- Префектуры Иристонского и Промышленного муниципальных районов.
- Управление Судебного департамента Северной Осетии
- Отдел полиции № 1 по Владикавказу
- Железнодорожная больница

## В филателии
Улица Чкалова изображена на почтовой марке СССР 1960 года.

## Источник
- Владикавказ. Карта города. — Владикавказ: изд. РиК, 2011.
- Кадыков А. Н. Улицы, переулки, площади и проспекты г. Владикавказа: справочник. — Владикавказ: изд. Респект, 2010. — С. 264—266. — ISBN 978-5-905066-01-6.
- Торчинов В. А. Владикавказ. Краткий историко-краеведческий справочник. — Владикавказ: Северо-Осетинский научный центр, 1999. — С. 91, 92. — ISBN 5-93000-005-0.
- Киреев Ф. С. Чкалова — Подгорная / По улицам Владикавказа. — Владикавказ: Респект, 2014. — С. 181—184. — ISBN 978-5-905066-18-4.